# Korarchaeota
Nella tassonomia filogenetica, Korarchaeota è un phylum degli Archaea.
I Korarchaeota sono un gruppo di Archaea conosciuti attraverso il sequenziamento del rRNA 16S, da campioni ambientali ottenuti da sorgenti idrotermali.  Queste analisi portano a classificarli come un phylum diverso dai due phyla principali degli archebatteri (Crenarchaeota and Euryarchaeota), ma è anche possibile che si tratti di appartenenti ad uno questi phyla il cui gene rRNA 16S abbia subito mutazioni insolitamente rapide. Solo un ceppo di Korarchaeota è stato, per adesso, isolato in un terreno arricchito, da un campione prelevato dall'Obsidian pool, nel Parco Nazionale di Yellowstone. Di questo ceppo si sta sequenziando il DNA, ma non si conosce nulla ancora dei processi metabolici di questo phylum.